# حسين الجبوري
الدكتور حسين محمد عبد الله الجبوري وهو سياسي عراقي

## السيرة العلمية والعملية
الدكتور حسين محمد عبد الله الجبوري حاصل على شهادة البكالوريوس من كلية الإدارة والاقتصاد-الجامعة المستنصرية عام 1976، عمل بعدها موظفا في وزارة الزراعة والإصلاح الزراعي. التحق عام 1979 ببعثة دراسية حصل على إثرها على حصلت على شهادة الدكتوراه بالعلوم الاقتصادية من معهد كارل ماركس [الإنجليزية] في صوفيا في بلغاريا عام 1985.
عمل أستاذ في قسم الاقتصاد الزراعي في كلية الزراعة بجامعة الموصل للفترة من حتى 1991.

## النشاط السياسي المعارض
الدكتور حسين الجبوري رئيس التجمع الوطني العراقي وأمينه العام، قاد محاولة انقلابية للإطاحة بنظام الرئيس صدام حسين، وبعد فشل المحاولة تعرض اغلب زملاؤه في حزبه للإعدام والسجن. هرب بتاريخ 28 آب 1991 إلى مناطق كردستان العراق التي كانت خارج سيطرة الحكومة العراقية، والتحق بالمعارضة. حكم بعدها بالإعدام ومصادرة أمواله.
شارك في مؤتمر المعارضة العراقية في منتجع صلاح الدين عام 1992.
نجى من الموت بعد محاولة اغتيال مدبرة من الحكومة العراقية في 23 مارس 1992 بواسطة الثاليوم، لكنه عولج في بريطانيا بوساطة ودعم من جلال الطالباني والرئيس السوري السابق حافظ الأسد.
دعم عام 1994 محاولة الانقلاب العسكري للواء الركن الطيار محمد مظلوم الدليمي واللواء الركن وضاح الشاوي.
تعرض لخطر القتل عام 1996 عندما اجتاحت القوات العراقية أربيل، لكنه نجى بسبب موقف مسعود البارزاني.
في كانون الأول 2002، اختير ضمن لجنة المتابعة والتنسيق المنبثقة عن مؤتمر المعارضة العراقية في لندن (إنجلترا).

## المناصب السياسية بعد عام 2003
شغل منصب عضو في الجمعية الوطنية الانتقالية المؤقتة عامي 2004 و2005، وشغل منصب عضو اللجنة الاقتصادية والمالية في الجمعية.
كان بديلا عن مشعان الجبوري في الدورة الأولى من مجلس النواب العراقي بعد رفع الحصانة الدبلوماسية عنه بسبب اتهامه بعمليات سرقة واختلاس ومساعدة الإرهابيين، وأدى اليمين بتاريخ 3 تموز 2007، وكان عضوا عن كتلة المصالحة والتحرير.
شارك حسين الجبوري في انتخابات عام 2010 مرشحا في محافظة صلاح الدين عن ائتلاف دولة القانون الذي يتزعمه نوري المالكي لكنه لم يحصل على مقعد.